# Calumma jejy
Espèce
Statut de conservation UICN

 VU D2 : Vulnérable
Statut CITES
Calumma jejy est une espèce de sauriens de la famille des Chamaeleonidae.

## Répartition
Cette espèce est endémique de la région de Sava à Madagascar. Elle se rencontre dans le parc national de Marojejy.

## Publication originale
- Raxworthy & Nussbaum, 2006 : Six New Species of Occipital-Lobed Calumma Chameleons (Squamata: Chamaeleonidae) from Montane Regions of Madagascar, with a New Description and Revision of Calumma brevicorne. Copeia, vol. 2006, n. 4, p. 711-734.